# Chéreng
Chéreng ist eine nordfranzösische Gemeinde mit 3040 Einwohnern (Stand: 1. Januar 2022) im Département Nord in der Region Hauts-de-France. Sie gehört zum Arrondissement Lille und zum Kanton Templeuve-en-Pévèle. Die Einwohner heißen Chérengeois und Chérengeoises.

## Geographie
Die Gemeinde Chéreng liegt zehn Kilometer östlich der Innenstadt von Lille und fünf Kilometer westlich der Grenze zu Belgien. Umgeben wird Chéreng von den Gemeinden Willems im Norden und Nordosten, Baisieux im Osten, Gruson im Süden, Anstaing im Südwesten sowie Tressin im Westen und Nordwesten.
Durch die Gemeinde führt die Autoroute A27.

## Bevölkerungsentwicklung
| Jahr                       | 1962 | 1968 | 1975 | 1982 | 1990 | 1999 | 2011 | 2020 |
| Einwohner                  | 1801 | 1811 | 1828 | 1991 | 2634 | 2930 | 3021 | 2978 |
| Quellen: Cassini und INSEE |      |      |      |      |      |      |      |      |

## Sehenswürdigkeiten
- Kirche Saint-Waast aus dem 12. Jahrhundert
- Hamaide, frühere Poststation, Monument historique seit 1951
- Britischer Militärfriedhof

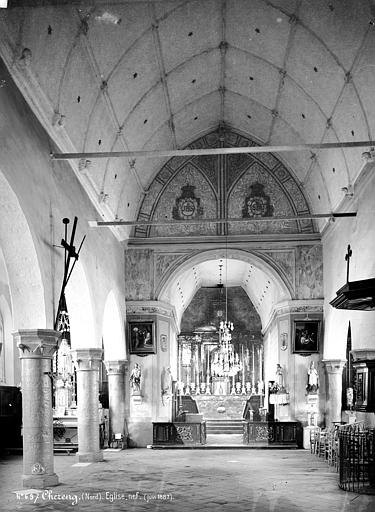
Innenansicht der Kirche Saint-Waast
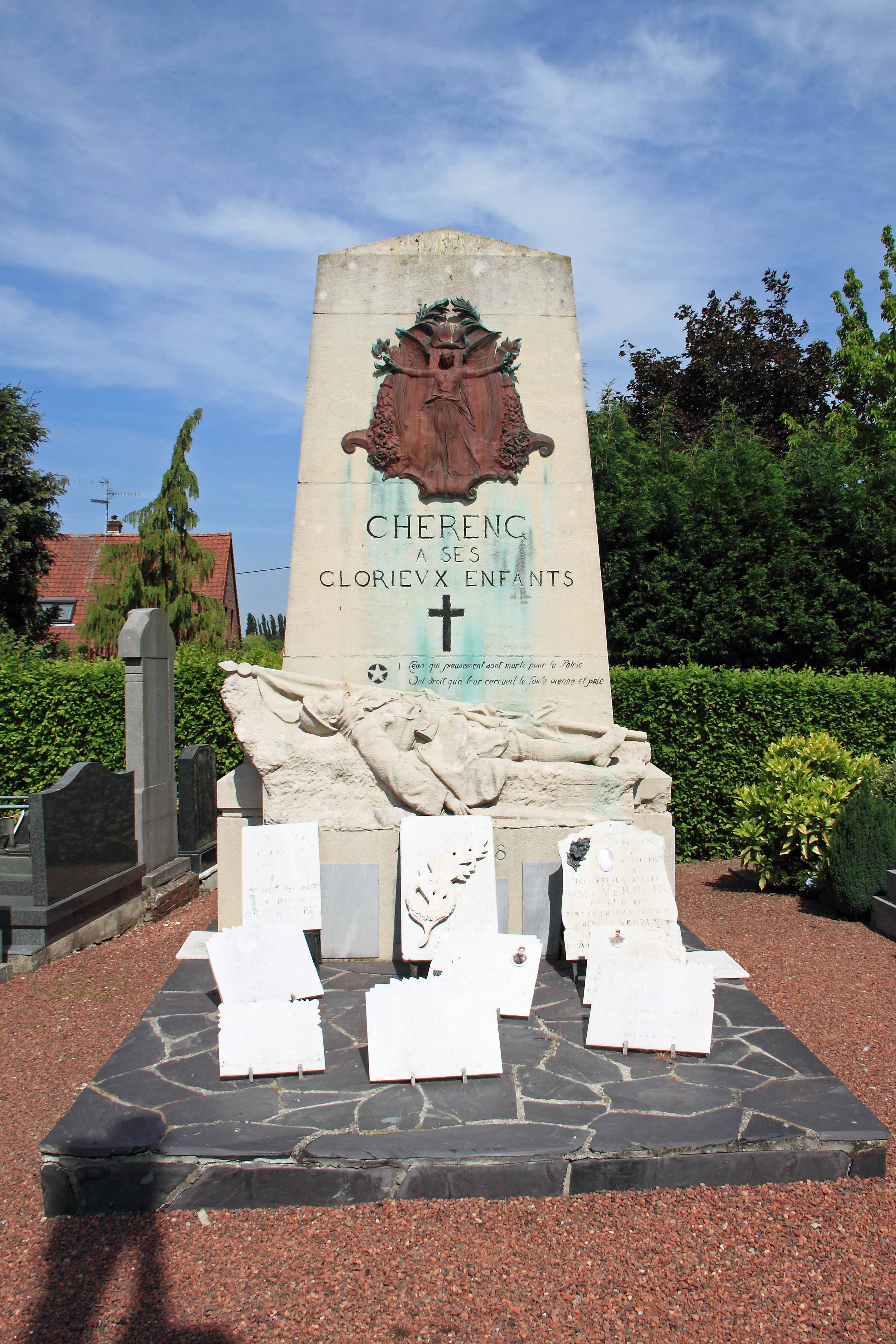
Gefallenendenkmal

## Gemeindepartnerschaft
Mit der britischen Gemeinde East Peckham in der Grafschaft Kent (England) besteht eine Partnerschaft.